# Френк Бенсон
Френк Бенсон (англ. Frank Weston Benson; 24 березня 1862, Сейлем —  15 листопада 1951, там само) — американський художник-імпресіоніст і педагог. Був одним з Десяти американських художників; також членом Американської академії мистецтв і літератури та The Guild of Boston Artists. Широко відомий своїми картинами, акварелями і офортами. Найвища вартість його картини, проданої на авкціоні Sotheby's в 1995 році, склала 4,1 млн доларів.

## Біографія
Народився 24 березня 1862 року в Сейлемі, штат Массачусетс, в сім'ї брокера George Wiggin Benson і його дружини Elisabeth Poole, чиї сім'ї, в свою чергу, були засновниками міста Сейлем. Його дід — Семюель Бенсон був морським капітаном. Його брат — Джон Бенсон — був архітектором і художником.
Бувши захопленим з дитинства орнітологом і мисливцем, Френк хотів стати орнітологічним ілюстратором. Для цього в 1880 році він почав навчання в школі Музею витончених мистецтв в Бостоні у Еміля Грундмана, де подружився з майбутніми художниками Джозефом Смітом, Робертом Рідом і Едмундом Тарбеллом.
У день свого 21-річчя батьки подарували Френку 2000 доларів на навчання в Європі, і він відправився в Париж, де навчався в Академії Жулиана з 1883 по 1884 роки разом зі своїми друзями — Джозефом Смітом і Едмундом Тарбеллом. В Академії його вчителями були Гюстав Буланже і Жюль Лефевр.
Крім художньої діяльності, Бенсон займався педагогічною. У 1886 році він викладав в школі мистецтв (англ. School of Art) в Портленді, штат Мен. Навесні 1889 року розпочав викладати античний живопис в школі Музею витончених мистецтв в Бостоні, де в 1890 році очолив відділення живопису, пропрацювавши тут до 1913 року.
Помер 15 листопада 1951 року в Сейлемі, штат Массачусетс. Був похований на місцевому кладовищі Harmony Grove Cemetery.

### Сім'я
Літом 1884 Бенсон писав в Конкарно (Франція) разом з Віллардом Меткалфом і Едвардом Сіммонсом. Тут він зустрівся з американкою з його рідного міста — Ellen Perry Peirson, на якій одружився в 1888 році. Вони виростили чотирьох дітей: Елеонору (нар. 1890), Джорджа (нар. 1891), Елізабет (нар. 1892) і Сильвію (нар. 1898).

## Галерея

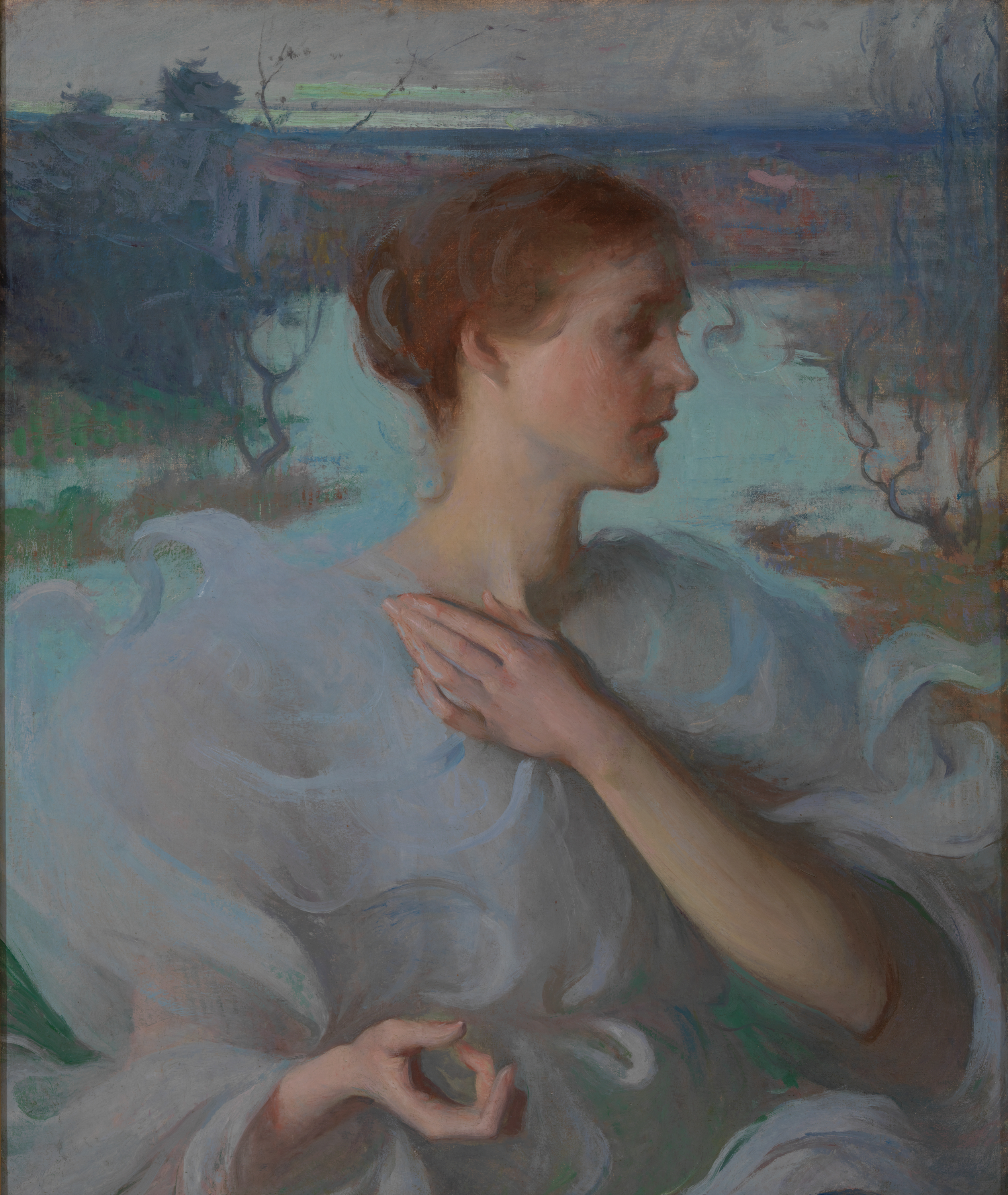
Осінь.
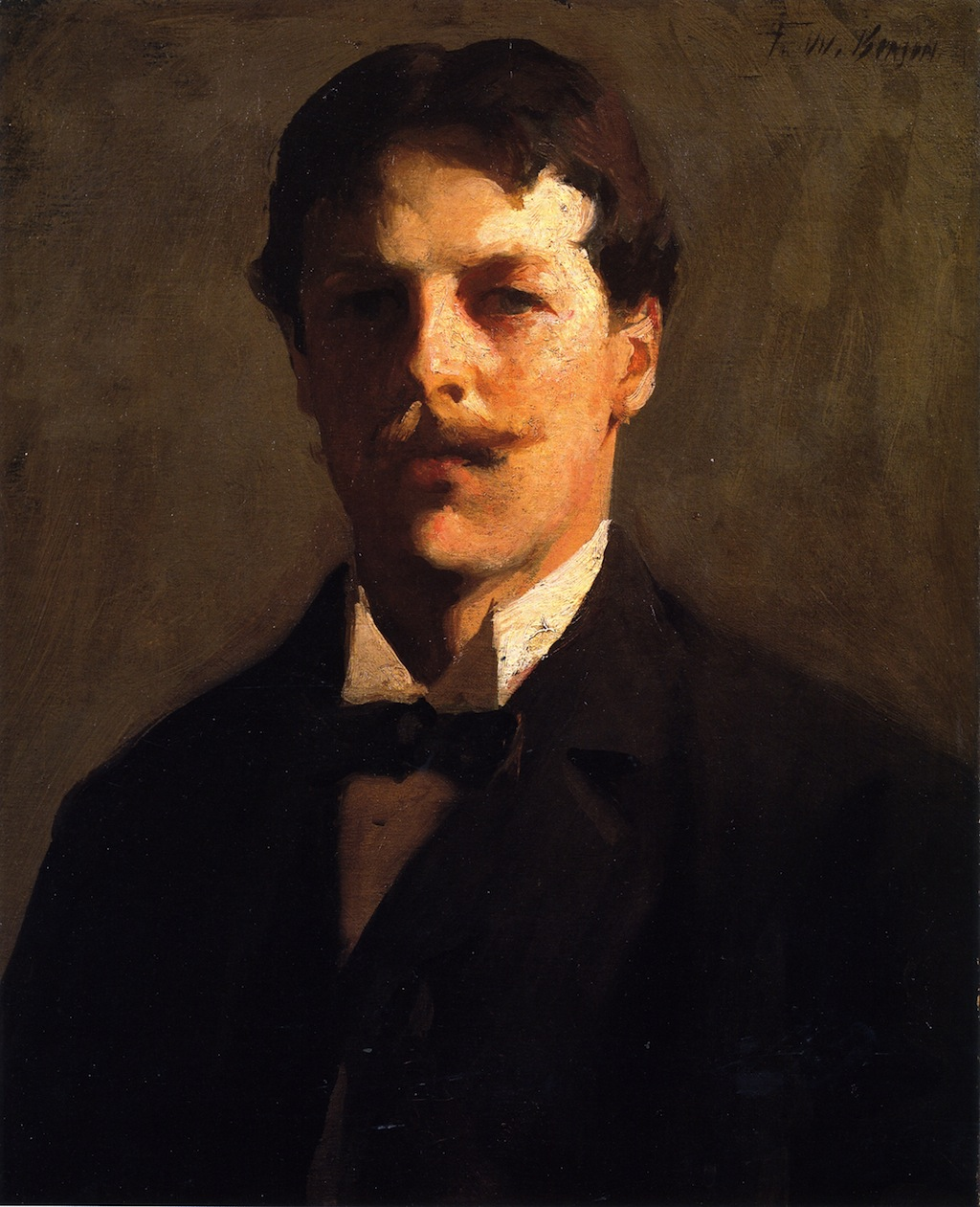
Автопортрет (1898).
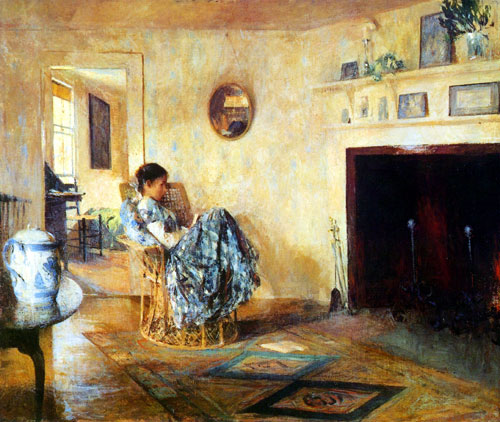
Дощовий день.
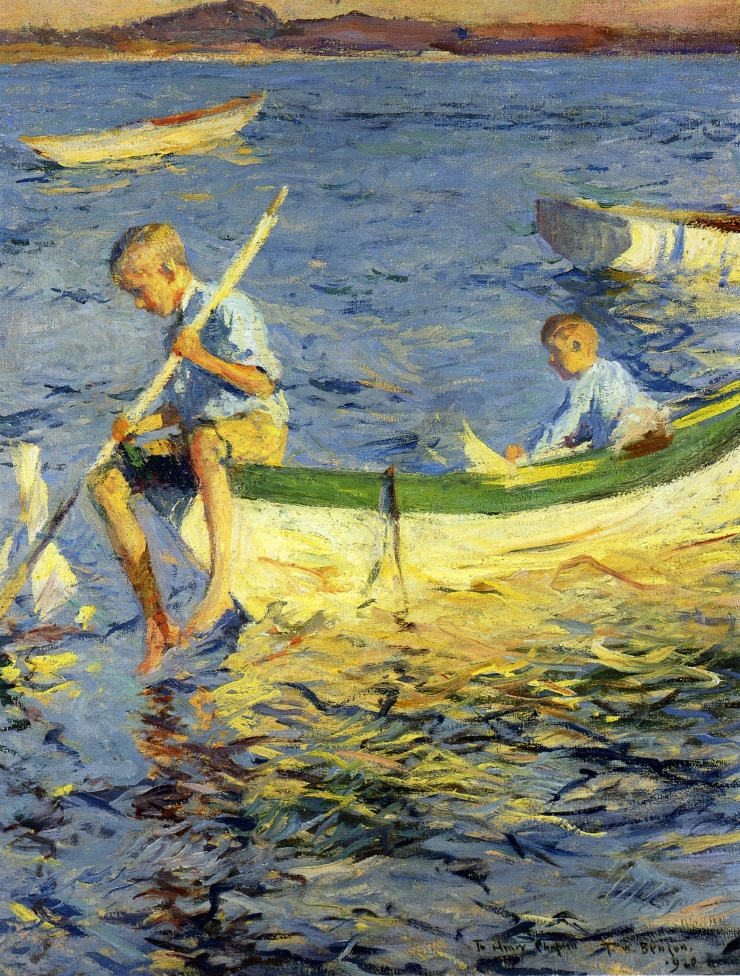
Катання на човні в Віналхейвені.
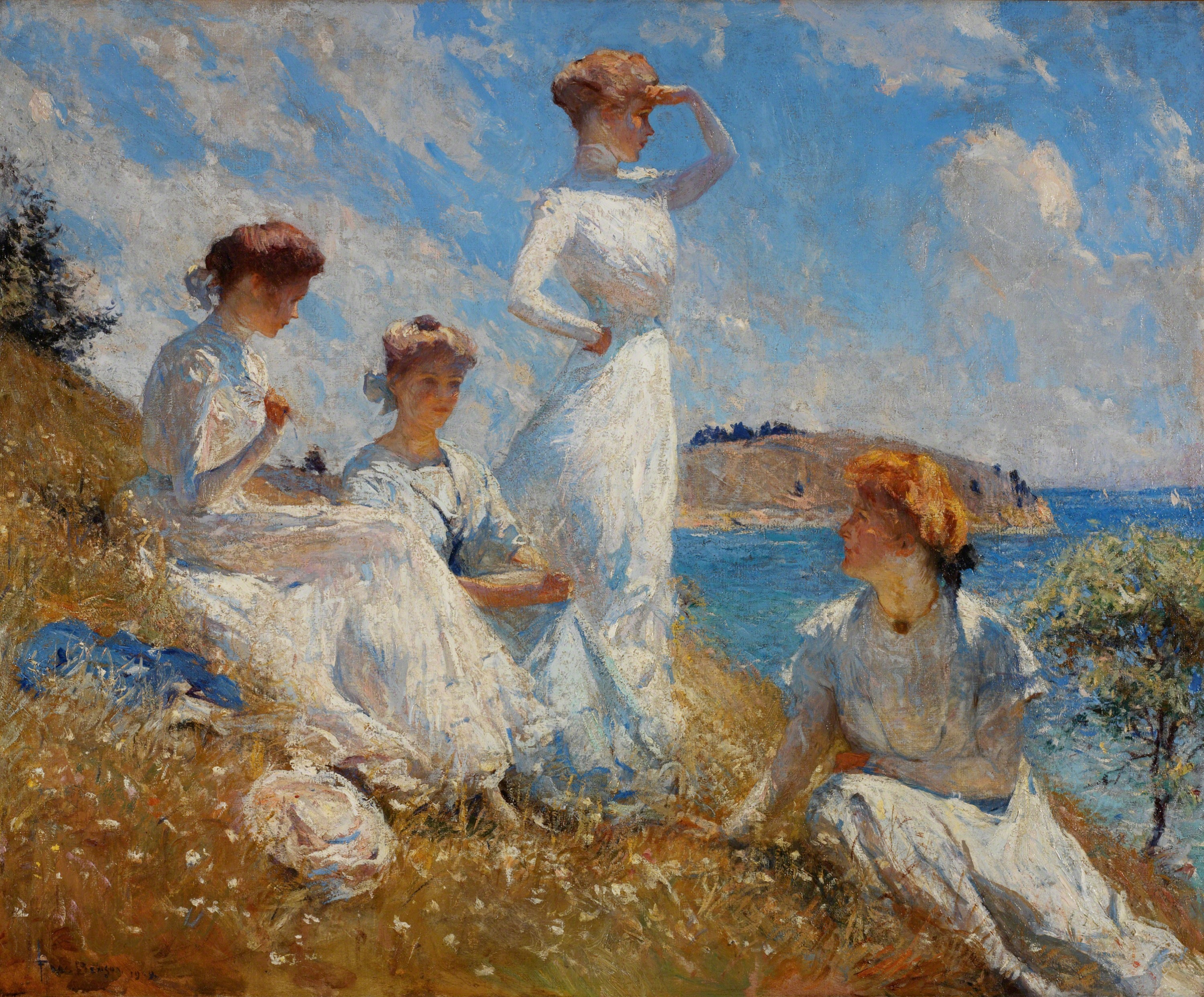
Літо.
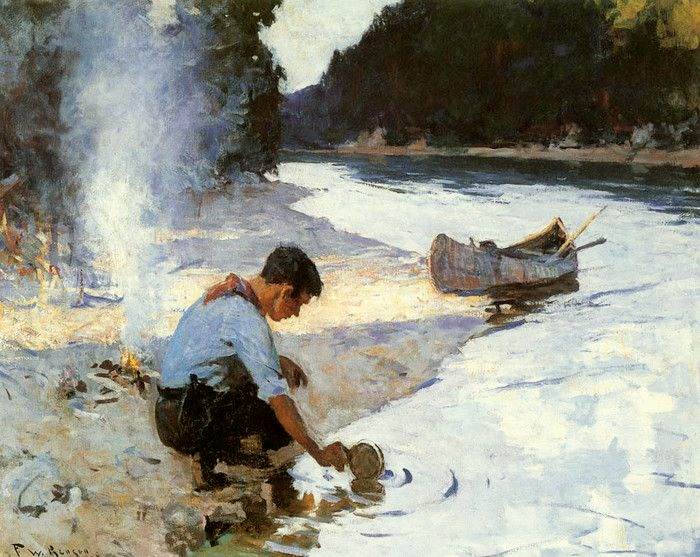
Табір.
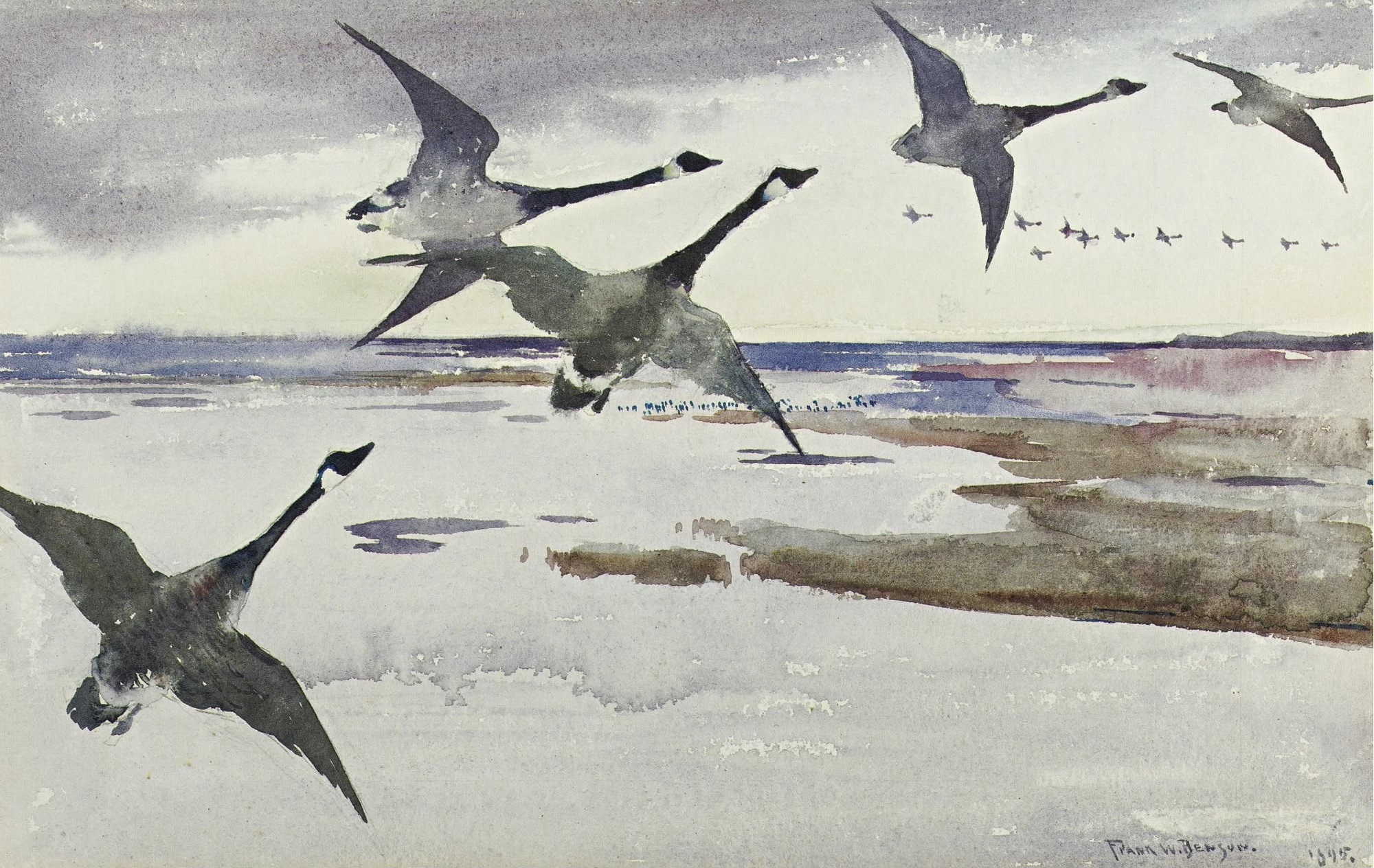
Канадські гуси.
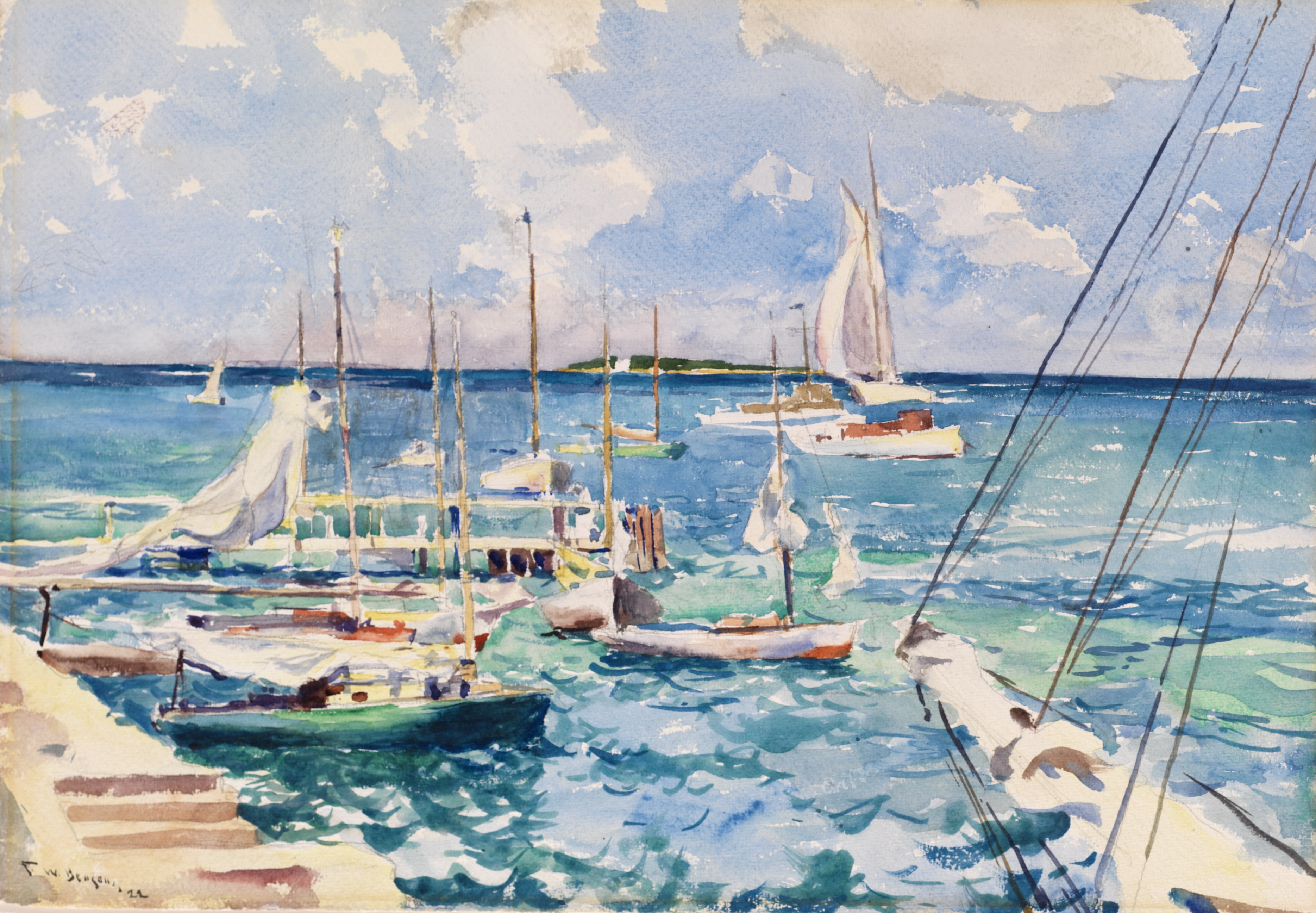
Берег.
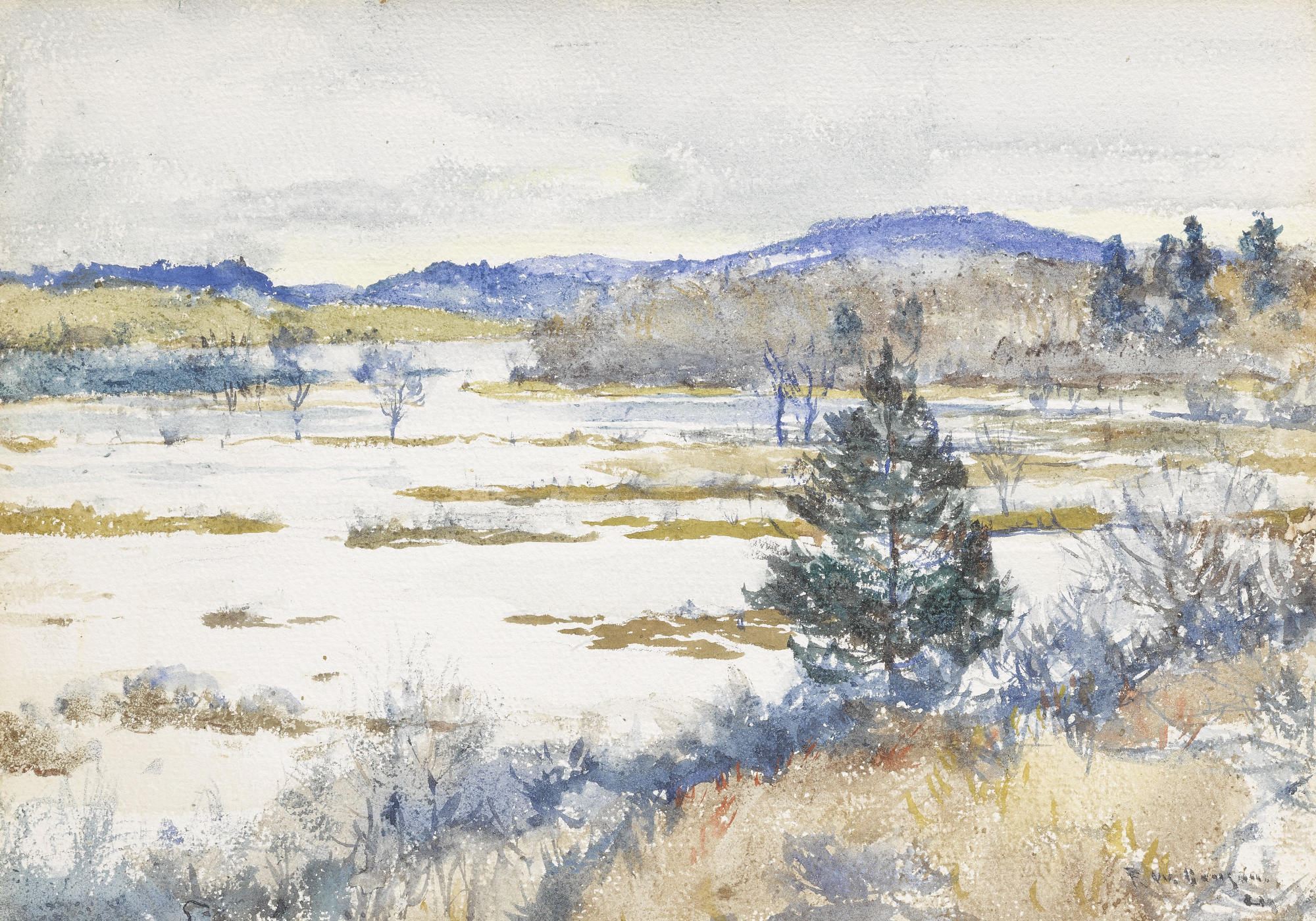
Верхня течія річки Святої Маргарити (Канада).
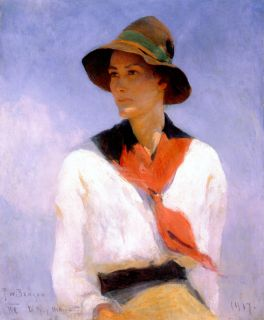
Портрет Наталі.
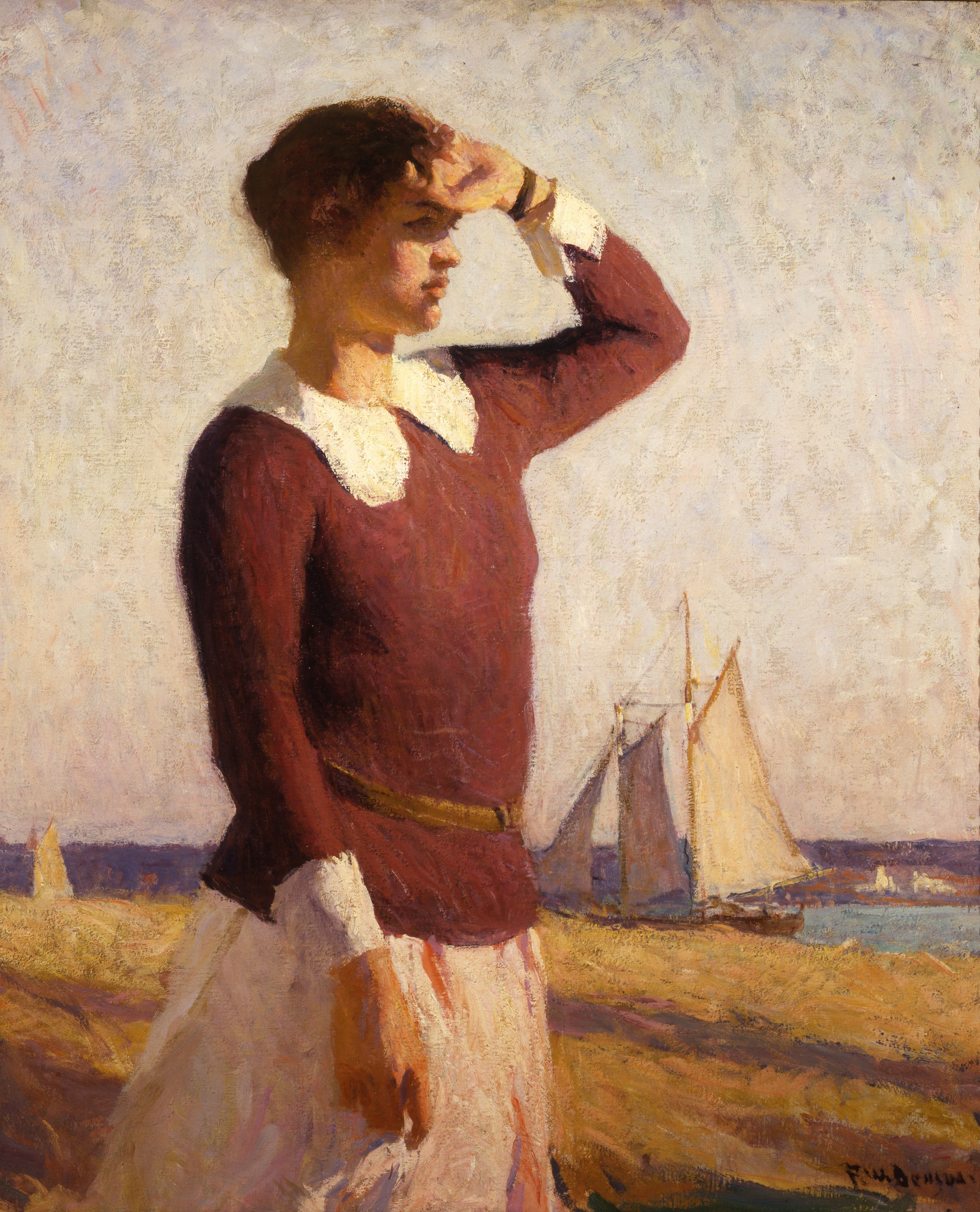
Спостерігач.
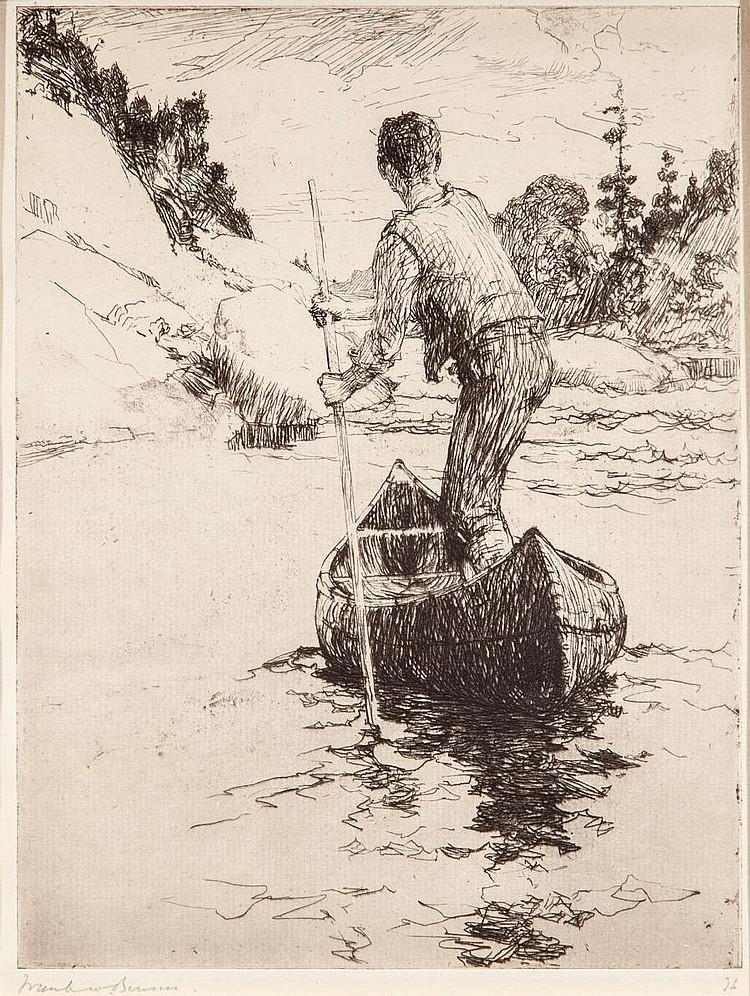
Весляр в каное (малюнок).